# KiKi Layne
Kiandra "KiKi" Layne (Cincinnati, 10 de diciembre de 1991) es una actriz estadounidense, que ha participado en producciones como If Beale Street Could Talk (2018), Native Son (2019) y la película de superhéroes The Old Guard (2020).

## Biografía

### Primeros años
Layne nació en Cincinnati, Ohio. Estudió actuación en la Escuela de Teatro de la Universidad DePaul, graduándose en 2014. En una entrevista para Vanity Fair en 2018, Layne manifestó que desde su niñez quiso ser actriz y que su película favorita era El rey león: «Solía verla todos los días y recrear las historias con mis muñecas Barbies y con animales de juguete».

### Carrera
En su primera experiencia como actriz apareció junto a Lena Waithe en el piloto de la serie The Chi, rodado en 2015. Obtuvo reconocimiento en su país en 2018 luego de participar en el largometraje de Barry Jenkins If Beale Street Could Talk. Acto seguido apareció en la adaptación de la novela de 1940 Native Son y en 2020 protagonizó junto con Charlize Theron la película de superhéroes The Old Guard, dirigida por Gina Prince-Bythewood y estrenada en la plataforma Netflix.

## Filmografía
| Año  | Título                       | Papel        | Notas        |
| ---- | ---------------------------- | ------------ | ------------ |
| 2015 | Veracity                     | Olivia       | Cortometraje |
| 2016 | Chicago Med                  | Emmie Miles  | 1 episodio   |
| 2018 | If Beale Street Could Talk   | Tish Rivers  |              |
| 2019 | Native Son                   | Bessie       |              |
| 2019 | Captive State                | Carrie       |              |
| 2019 | The Staggering Girl          | Adulta       | Cortometraje |
| 2020 | The Old Guard                | Nile Freeman |              |
| 2021 | Coming 2 America             | Meeka Joffer |              |
| 2022 | Don't Worry Darling          | Margaret     |              |
| 2022 | Chip 'n Dale: Rescue Rangers | Ellie        |              |
| 2024 | Dandelion                    | Dandelion    |              |